# Муромцевское восстание
Му́ромцевское восстание — крестьянское восстание в Муромцевском районе Барабинского округа Сибирского края РСФСР с 1 по 12 марта 1930 года.

## Начало и ход восстания
Началом волнений и недовольства вызвало принятое Постановление ЦК ВКП(б) в январе 1930 года «О темпе коллективизации и мерах помощи колхозному строительству», по которому определялись плановые задания по ликвидации кулацких хозяйств в районах сплошной коллективизации. Выполняя это Положение, крестьян стали арестовывать, отбирать имущество и высылать в северные районы Тарского округа, в том числе на Кулай.
Муромцевский райком партии возглавлял в это время секретарь Пономарёв, а отдел агитации — Игнатёнок. Не желавшие вступать в колхоз, объявлялись врагами советской власти. Некоторые уполномоченные по коллективизации заявляли селянам: «Кто не хочет входить в колхоз, тот поедет заодно с кулаками». Однако на призывы к созданию колхозов на селе негативно реагировали не только середняки, но и многие бедняки, и даже часть батраков. Насилие и издевательство вызвали естественное недовольство крестьян.
В селе Рязанском за антиколхозную агитацию большевики арестовали 7 крестьян-бедняков. В ответ на террор и принудительную коллективизацию возникло сопротивление. В Муромцевском районе руководителями этого сопротивления стал лесник Иван Шаварнаев, крепкие хлеборобы Иван Кондаков, Леонтий Шапочкин, Поликарп Синаевский и Илларион Соломатов.
23 февраля в деревне Тармакла состоялось совещание повстанческого актива, созванное Шаварнаевым. В нём участвовали не только «кулаки», но и несколько бедняков, всего около 15 человек, в среде которой видное место занимают кулаки Кондаков Иван и Шапочкин Леонтий. На собрание приглашается несколько человек бедноты и решается вопрос об организации 1 марта освобождения выселяемых кулаков, сосредоточившихся в селе Кондратьевском. Присутствовавшей бедноте обещается помощь в весеннюю посевную кампанию, и вместе с тем она запугивается тем, что после выселения кулаков Советская власть будет выселять и середняков, а потом бедняков. Повстанцы установили связь с сочувствующими в селе Кондратьево, которых возглавляли Захар Белокуров, Михаил Сергиенко, Пётр Мельников. В Тармакле и в Кондратьевом содержались арестованные коммунистами «кулаки», ожидавшие депортации или передачу местным органам ОГПУ.
Утром 1 марта 1930 года группа крестьян из деревни Тармакла выдвинулась в село Кондратьево. Были посланы представители в соседние населённые пункты с призывом поддержать выступление и освободить арестованных для высылки.
Толпа хлеборобов в 35-40 человек освободила арестованных крестьян, а затем двинулась в Тармаклу. Здесь их поддержали местные повстанцы, силы которых возросли до 150 человек. Повстанческий отряд возглавил Белокуров. Советский актив избили, арестованных освободили. В колхозе удалось захватить несколько винтовок. Повстанцы начали поднимать соседние селения Бергамакскую, Ляпунова и другие.
В ночь на 2 марта повстанческий отряд из 20 человек во главе с бывшим милиционером Сергеем Петренко и Иваном Кондаковым начал наступление на село Муромцево. Коммунисты в панике бежали из райцентра за 25 вёрст, хотя повстанцы до Муромцева не дошли, сбитые с толку слухами о прибытии туда сильного вооружённого отряда, предназначенного для борьбы с повстанцами.
Основу вооружения повстанцев составляло охотничье оружие, берданки, малокалиберные винтовки (примерно 350 стволов). Кроме того в руках повстанцев оказались семь трёхлинеек, три обреза, шесть револьверов и ещё несколько стволов, захваченных у совпартактива.
Одна из повстанческих ячеек находилась в селе Рязанском. Ей руководил крепкий домохозяин Поликарп Синаевский. 1 марта, получив известия о восстании в Тармакле, Синаевский начал активные действия в результате чего восстали крестьяне деревень Вятская-1, Вятская-2 и других населённых пунктов. Рязанское стало центром и местом сосредоточения повстанческих сил (до 500 человек) в западной и северной части Муромцевского района. Руководство восстанием взял на себя повстанческий штаб, созданный в селе Рязанское. В него вошли Поликарп Синаевский, Илларион Соломатов и бывший меньшевик Эрнест Гуппельц, участвовавший в годы Гражданской войны в партизанском движении в тылу войск белого Восточного фронта. Соломатов и Гуппельц руководили боевыми операциями, а Синаевский — хозяйственными делами.
3 марта штаб решил организовать поход на Муромцевский райцентр, соединиться с повстанцами из Тармаклы, прервать связь между Омском и Тарой, организовать освобождение депортируемых на север «кулаков». Руководители объявили о формировании семи взводов правильной военной организации.

По полученным 2 марта сведениям Барабинского и Омского окротделов, 2 марта под руководством кулаков восстали 4 села Муромцевского района Барабинского округа: Кондратьевское (что 210 км северо-восточнее Омска), Тармаклы (10 км севернее Кондратьевского), Лисино (37 км западнее Кондратьевского) и Кокшенёво (30 км западнее Кондратьевского). Выступившие, количеством до 1000 человек, вооруженные охотничьими ружьями, трехлинейными винтовками, вилами, разоружили конвой, сопровождавший высылаемых местных кулаков, разгоняют колхозы, избивают и арестовывают колхозников и советский актив, устраивают шествия с иконами. Основные силы выступивших концентрируются в Кондратьевском, куда бандой стягивается конский состав. По сведениям из Омска, выступившими занят также районный центр Муромцево, что 20 км юго-западнее Кондратьевского. Банда по дорогам выставляет засады. Ещё 1 марта [в] указанные села в момент выселения кулаков начали стекаться крестьяне из окружающих сёл с требованием приостановить выселение, вернуть уже высланных и освободить арестованных, угрожая расправой местному активу, который при противодействии кулаками избивался. Наши мероприятия:
1) При получении сведений в ночь с 1 марта на 2 марта Омским и Барабинским окротделами высланы партотряды для ликвидации из ближайших районов —Большеречинского Омского округа и Киштовского Барабинского округа с количеством 40 человек оперативным составом райаппаратов окротделов;
2) 1 марта дополнительно высланы [из] Каинска отряд 40 человек коммунаров под ответственным оперсоставом, [из] Омска — 50 человек коммунаров и милиции во главе с помощником начальника окротдела;
3) 1 марта в 23 часа [из] Новосибирска выслана полковая школа нашего полка в составе 140 бойцов при полном вооружении во главе нач[альником] УПО ПП, на коего возложено проведение всей операции.
— Совершенно секретно. Заковский товарищу Сталину, Ворошилову. 3 марта 1930 года.
В деревне Ляпунова в один из повстанческих отрядов вступил член ВКП(б) Полищук.
Восстание охватило 28 населённых пунктов с общим числом жителей до 20500 человек.
3 марта начались вооружённые стычки восставших крестьян с отрядами милиции и мобилизованными активистами из числа советского и партийного актива.

## Ликвидация и итоги восстания
Реакция большевиков на Муромцевское восстание оказалась быстрой. Уже 5 марта село Рязанское было окружено карательными отрядами, разбившими основные силы повстанцев, среди которых по официальным партийным данным погибли 16 человек, а по данным чекистов — 31. В плен попали 700 повстанцев. Возможно, что в бою несколько десятков получили ранения, но сведения о раненых требуют уточнения.
К 10-12 марта разрозненное повстанческое движение в Муромцевском районе удалось полностью подавить. Судьба руководителей восстания осталась неизвестна.
Ликвидацией восстания руководили:
1. Л. М. Заковский — полномочный представитель ОГПУ по Сибири[2];
2. М. А. Плахов — начальник Барабинского окружного отделения ОГПУ;
3. М. С. Панкратьев — начальник учётно-статистического отдела и заместитель начальника Барабинского окружного отделения ОГПУ[3];
4. Ф. Г. Клейнберг — начальник Омского окружного отделения ОГПУ[4].

В своей агитации повстанцы утверждали, что восстал весь Барабинский округ, а вслед за ним поднимется и Сибирский край. На самом деле никакой прочной связи с соседями повстанцы не смогли установить и даже не успели объединиться в рамках Муромцевского района. Если даже восстание подготовила законспирированная контрреволюционная («кулацкая») организация, о чём позднее сообщали чекисты, она выглядела весьма скромно. Повстанцы не имели ни стратегии движения, ни боеприпасов, ни ясного понимания ближайших задач, кроме изгнания местного совпартактива. Им не хватало дельных и толковых полевых командиров. Райцентр захватить не удалось.
Сотрудники ОГПУ докладывали позднее Сталину, что восстание, продолжавшееся десять дней, охватило в Барабинском округе 17 населённых пунктов в трёх районах, более всего в Муромцевском. Однако местные партийные органы сообщали другие сведения: 28 населённых пунктов с общим населением 20500 человек. При этом активно участвовали в движении до 1500 крестьян (более 7 % населения района). Лозунги повстанцев звучали так: «За освобождение кулаков от высылки», «Долой колхозы», «Долой деревенский актив», «Долой коммунистов из советов». В восставших деревнях советские активисты избивались и смещались со своих должностей. Их заменяли старосты, избираемые общими собраниям хлеборобов. Так произошло в деревне Тармакла. За десять дней восстания повстанцы убили шесть человек из числа местного актива, в частности члена окружного исполкома Пугача, а также избили около 70 советских, партийных и колхозных активистов.
В ходе следствия было арестовано 1010 человек, из них привлечено к ответственности 441. По решению Тройки при ПП ОГПУ по Сибкраю под председательством латыша Заковского (который также будет расстрелян в 1938 году) 62 человека приговорены к расстрелу, 90 человек получили 10 лет лагерей, 146 человек — по 5 лет, остальные — меньшие сроки. Многие отбывшие это наказание, во второй половине 1930-х годов вновь были арестованы.

## Судьбы некоторых участников восстания
- Белокуров, Захар Сафронович (1888—1935) — руководитель отряда в селе Кондратьево. Арестован и 12 декабря 1931 года приговорён на спецпоселение под Томском Западно-Сибирского края, где 23 января 1935 года умер.
- Воробьёв (?—1930) — милиционер участник восстания. Расстрелян в 1930 году (Его племянник П. В. Воробьёв во время Гражданской войны служил в отряде И. Н. Красильникова. Затем начальник Иконниковского райотдела ОГПУ-НКВД. Член ВКП(б))[6].
- Мельников, Пётр Кондратьевич (1874-?) — участник восстания из села Кондратьево. Арестован 5 апреля 1931 года и 18 мая 1931 года Тройкой при ПП ОГПУ Западно-Сибирского края приговорён по статьям 58-10, 58-11 УК РСФСР к 3 годам штрафного изолятора. Наказание отбывал в 4 отделении СибЛАГа в селе Александровское Восточно-Сибирского края. Реабилитирован 15 мая 1989 года прокуратурой Иркутской области.
- Сергиенко, Михаил Михайлович (1851-?) — участник восстания из села Кондратьево. Арестован 2 марта 1930 года и 19 марта 1930 года приговорён по статье 58-11 УК РСФСР. Выслан на жительство в Туруханский край.
- Синаевский, Антон Михайлович (1888—1937) — участник восстания из села Рязанского. Арестован 31 июля 1937 года и 2 сентября 1937 года приговорён Тройкой при УНКВД по Омской области к высшей мере наказания за контрреволюционную агитацию и участие в повстанческом движении против советской власти без ссылки на закон. Расстрелян в Таре 14 сентября 1937 года[7].